# An klingenden Ufern
An klingenden Ufern ist ein österreichisches Liebesdrama (Kriegsheimkehrerfilm) von Hans Unterkircher aus dem Jahr 1948.

## Handlung
Im Februar 1943 wird die junge Krankenschwester Maria Burg als Hilfsschwester eingezogen. Im Lazarett lernt sie den verwundeten Soldaten Stefan Keller kennen. Dieser ist eigentlich Maler, verliebt sich in Maria und zeichnet sie. Maria wiederum lernt den Pianisten Alexander Varena kennen, der sich ebenfalls in sie verliebt. Maria entscheidet sich für Stefan, mit dem sie einige glückliche Tage verlebt, bis er plötzlich an die Front einberufen wird. Er verspricht zurückzukehren und sie verspricht, auf ihn zu warten. In den folgenden Monaten schreiben sich beide Briefe. Alexander Varena macht ihr weiterhin den Hof und schließlich sogar einen Heiratsantrag, den sie jedoch ablehnt.
Eines Tages erhält Maria einen Brief von der Front, in dem ihr mitgeteilt wird, dass Stefan im August 1944 gefallen ist. Sie erleidet einen schweren Nervenzusammenbruch; Alexander kümmert sich um sie und bringt sie in ein Sanatorium am See in der Nähe seines Wohnhauses. Sie lernt die ruhige Gegend und Alexanders Freunde kennen und schätzen, darunter den Abt des nahegelegenen Klosters und den erfolglosen Komponisten Benjamin Keller. Im Mai 1947 heiraten Maria und Alexander, wobei Maria ihm eher aus Dankbarkeit verbunden ist.
Stefan kehrt aus dem Krieg zurück. In seiner Heimatstadt findet er Marias Haus zerbombt vor und erfährt auf einem Amt nur, dass Maria unbekannt verzogen sei. Er entschließt sich, zu seinem Onkel Benjamin zu fahren. Benjamin ist begeistert, Stefan lebend zu sehen, und quartiert ihn bei sich ein. Er vermittelt ihm zudem einen Malauftrag: Für die Klosterkirche soll er die Heilige Katharina malen. Als Modell schlägt der Abt Maria vor. In der Villa Varena ist unterdessen ein weiterer Gast eingetroffen. Stargeigerin Gabriele Wergeland aus Schweden war früher Alexanders Musik- und Lebenspartnerin. Maria reagiert unruhig auf Gabrieles Anwesenheit, da Alexander noch Gefühle für die Geigerin zu haben scheint. In der Villa Varena trifft schließlich auch Stefan ein und erkennt, dass es sich bei dem Modell um Maria handeln soll. Er ist überrascht und schockiert und wählt Gabriele als Modell. Maria ist erschüttert, dass Stefan noch lebt. Zudem erkennt sie zufällig, dass Alexander morphiumabhängig ist und sein Gesundheitszustand darunter leidet. Nur Benjamin ist glücklich, will Gabriele doch sein Geigenwerk Mondnachtsphantasie zur Uraufführung bringen.
Stefan erzählt Benjamin von seiner Beziehung zu Maria. Alexander erfährt von der Beziehung über einen Brief, den Maria an Stefan schreibt. Stefan und Maria treffen sich, doch will Maria den kranken Alexander nicht für Stefan verlassen. Alexander wiederum macht seiner Frau klar, dass er sie niemals freigeben wird. Als Benjamin am Tag der Uraufführung seines Werks eine Aussprache mit Alexander sucht, kommt es zu einem lauten Wortwechsel. Alexander bricht zusammen und stirbt. Der Arzt stellt einen Herzinfarkt infolge des starken Drogenkonsums fest, sodass sowohl Benjamin als auch Stefan nicht des Mordes verdächtigt werden. Benjamin ist bei der Premiere seines Werks anwesend und tief gerührt. Stefan stellt sein Heiligenbild fertig und er und Maria werden erneut ein Paar.

## Produktion
An klingenden Ufern beruht auf einer Novelle von Alexander Lernet-Holenia, der auch das Drehbuch verfasste. Die Dreharbeiten fanden in Kärnten, darunter am Ossiachersee und im Dom zu Gurk, statt. Die Kostüme schuf Friederike Fellinghauer, die Filmbauten stammen von Ernst Kampak. Im Film sind Stücke von Ludwig van Beethoven, Frédéric Chopin, Franz Liszt und Felix Mendelssohn Bartholdy zu hören, die eigentliche Filmmusik stammt von Theodor Berger. Die Mondnachtsfantasie stammt von Ernst Kreal, die Geigensoli spielte Cäcilia Kahr ein, die auch die Rolle der Gabriele Wergeland übernahm.
Der Film erlebte am 15. September 1948 in Wien seine Premiere. Am 2. September 1949 lief er auch in den bundesdeutschen Kinos an. Im Österreich wurde er am 11. Oktober 2013 auf ORF III im Rahmen der Reihe Filmschatz Österreich erstmals im Fernsehen ausgestrahlt.

## Kritik
Der film-dienst bezeichnete An klingenden Ufern als „[ö]sterreichische Version des Heimkehrer-Melodrams aus der unmittelbaren Nachkriegszeit.“